# Salón de la Fama de las mujeres de El Paso

Centro de a ciudad de El Paso.

El Salón de de la Fama de las mujeres de El Paso (El Paso Women's Hall of Fame), honra y reconoce los éxitos de las mujeres de El Paso, Texas, Estados Unidos. El Salón de la Fama de El Paso está patrocinado por la Comisión de Mujeres de El Paso, y se estableció en 1985.

## Criterios de selección
Las participantes son mujeres que viven en El Paso y que han hecho una contribución e impacto significativo en la comunidad. La Comisión acepta nominaciones del público. Hay cuatro miembros honorarios, entre ellos Herlinda Chew, Polly Harris, Drusilla Nixon y Hedwig Schwartz.

## Galardonadas
| Nombre                                                                             | Nacimiento–Muerte | Año  | Área de éxitos                |
| ---------------------------------------------------------------------------------- | ----------------- | ---- | ----------------------------- |
| Christina Acosta                                                                   |                   | 2015 | Liderazgo cívico.             |
| Lucy G. Acosta                                                                     | (1926-2008)       |      |                               |
| Keitha Adams Entrenador de baloncesto Keitha Adams para el equipo femenino de UTEp |                   | 2010 | Deportes y atletismo.         |
| Sylvia Aguilar                                                                     |                   |      |                               |
| Claudia Andrade                                                                    |                   | 2009 | Profesional.                  |
| Suzie Azar                                                                         | (1946-            | 2005 | Servicio público.             |
| Kathleen Barber                                                                    |                   |      |                               |
| Janet Bartlett                                                                     |                   |      |                               |
| Margaret R. Bartoletti                                                             |                   |      |                               |
| Jimmy Faye Beall                                                                   |                   |      |                               |
| Margaret Belding de Wetter                                                         |                   |      |                               |
| Cleola L. Berry                                                                    |                   |      |                               |
| R. Katherine Brennand                                                              |                   |      |                               |
| Nancy Booth                                                                        |                   | 2015 | Profesional.                  |
| Florence Buchmueller                                                               |                   | 2008 |                               |
| Iris Burnham                                                                       |                   |      |                               |
| Sharon Butterworth                                                                 |                   | 2007 | Servicio público.             |
| Kathleen Cardone                                                                   | (1953-            |      |                               |
| Luz M. Carpio                                                                      |                   |      |                               |
| Mary Lou Carillo                                                                   |                   |      |                               |
| Yvonne Carillo                                                                     |                   |      |                               |
| Estela Casas                                                                       | (1961-            | 2011 |                               |
| Patricia Castiglia                                                                 |                   | 1997 |                               |
| Rosemary Castillo                                                                  |                   |      |                               |
| Irene Chavez                                                                       |                   | 2010 | Ciencia, cuidado de la salud. |
| Barbara Forester Coleman                                                           |                   | 1999 | Servicio público              |
| Lurine Coltharp                                                                    |                   |      |                               |
| Vivienne Corn                                                                      |                   |      |                               |
| Lillian Williams Crouch                                                            |                   | 2005 | Educación.                    |
| Beatriz Reyna Curry                                                                |                   |      |                               |
| Marcia Hatfield Daudistel                                                          |                   | 2013 |                               |
| Barbara Jean Daughtry                                                              |                   |      |                               |
| Myrna Deckert                                                                      |                   |      |                               |
| Martini DeGroat                                                                    |                   | 2000 |                               |
| Alzina Allis Orndorff DeGroff                                                      |                   |      |                               |
| Barbara Diaz-Walker                                                                |                   | 2008 |                               |
| Betty J. Dodson                                                                    |                   |      |                               |
| Mary Ann Dodson                                                                    |                   |      |                               |
| Stephanie Karr Dodson                                                              |                   |      |                               |
| Alejandrina Drew                                                                   |                   |      |                               |
| Rufina Eva Ducre                                                                   |                   | 1997 | Voluntariado.                 |
| Eleanor Duke                                                                       |                   |      |                               |
| Ann M. Enriquez                                                                    |                   | 2003 | Liderazgo cívico.             |
| Blanca Enriquez                                                                    |                   | 1999 |                               |
| Cynthia Farah                                                                      |                   |      |                               |
| Joyce Edwards Feinberg                                                             |                   |      |                               |
| Enriqueta Fierro                                                                   |                   |      |                               |
| Maria Elena Flood                                                                  |                   |      |                               |
| Jeanne Foskett                                                                     |                   | 2009 | Educación.                    |
| Ginger G. Francis                                                                  |                   |      |                               |
| Anna Gill                                                                          |                   |      |                               |
| Miriam Reisel Gladstein                                                            |                   | 2011 |                               |
| Beatrice Gladstone                                                                 |                   | 2003 | Liderazgo cívico.             |
| Delia Gomez                                                                        |                   |      |                               |
| Mónica Gómez                                                                       |                   | 1995 | Artes.                        |
| Mary Gonzalez                                                                      | (1983-            | 2015 | Servicio público.             |
| Mary Carmen Gonzalez                                                               |                   | 2009 | Ciencia, cuidado de la salud. |
| Susie Gorman                                                                       |                   | 2012 | Ciencia, cuidado de la salud. |
| Rosa Ramirez Guerrero                                                              |                   |      |                               |
| Maria de Jesus Guevara                                                             |                   | 2007 | Servicio público.             |
| Nancy Hamilton                                                                     |                   | 2008 |                               |
| Mary R. Haynes                                                                     |                   | 2008 |                               |
| Elvia Hernandez                                                                    |                   | 2001 | Liderazgo cívico.             |
| Marta Duron Hernandez                                                              |                   |      |                               |
| Jan Herring                                                                        |                   |      |                               |
| Ingeborg Heuser                                                                    |                   | 2009 | Artes.                        |
| Frances G. Hills                                                                   |                   |      |                               |
| Betty Hoover                                                                       |                   |      |                               |
| Felicia P. Hopkins                                                                 |                   | 2005 | Profesional.                  |
| Cynthia D. Horton                                                                  |                   | 2015 |                               |
| Davie Johnson                                                                      |                   |      |                               |
| Louise E. Johnson                                                                  |                   |      |                               |
| Elizabeth H. Kelley                                                                |                   |      |                               |
| Ruth Kern                                                                          |                   |      |                               |
| Diana M. Kirk                                                                      |                   |      |                               |
| Catherine B. Kistenmacher                                                          |                   | 2007 | Artes.                        |
| Mary A. Lacy                                                                       |                   |      |                               |
| Grace Lake                                                                         |                   |      |                               |
| Sarah Dighton Lea                                                                  |                   |      |                               |
| Betty J. Ligon                                                                     | (1921-2015)       |      |                               |
| Romy Ledesma                                                                       | (1935 -           | 1992 | Ciencia, cuidado de la salud. |
| Maureen Lofberg                                                                    |                   | 2015 | Ciencia, cuidado de la salud. |
| Lupe Casillas Lowenberg                                                            |                   |      |                               |
| Patricia A. Macias                                                                 |                   | 2003 | Servicio público.             |
| Transito Alarcon Macias                                                            |                   |      |                               |
| Mary Mack                                                                          |                   | 2015 | Deportes y atletismo.         |
| Olga M. Mapula                                                                     |                   |      |                               |
| Adair Wakefield Margo                                                              |                   |      |                               |
| Harriet May                                                                        |                   | 2002 |                               |
| Betty Lee Moor MacGuire                                                            |                   | 2007 | Liderazgo cívico.             |
| Jean H. Miculka                                                                    |                   | 2008 |                               |
| Paula Rae Mitchell                                                                 |                   | 1999 |                               |
| Buena T. Milson                                                                    |                   | 1995 |                               |
| Irma Montoya                                                                       |                   |      |                               |
| Esperanza Acosta Moreno                                                            |                   |      |                               |
| Phoebe H. Mutnick                                                                  |                   |      |                               |
| Surella C. Nasser                                                                  |                   |      |                               |
| Diana Natalicio                                                                    | (1939-            |      |                               |
| María Almeida Natividad                                                            |                   | 2015 | Artes.                        |
| Jean Offutt                                                                        |                   |      |                               |
| Leticia Paez                                                                       |                   | 1997 | Ciencia, cuidado de la salud. |
| Carolyn P. Parker                                                                  |                   |      |                               |
| Elsie Partridge                                                                    |                   | 2008 |                               |
| Anna Valdez Perez                                                                  |                   | 2015 | Educación.                    |
| Gloria Osuna Perez                                                                 |                   |      |                               |
| Nita B. Phillips                                                                   |                   | 2009 | Voluntariado.                 |
| Mary Ponce                                                                         |                   | 2008 |                               |
| Evelyn Posey                                                                       |                   | 2001 |                               |
| Len Golden Price                                                                   |                   | 2003 | Profesional.                  |
| Joan H. Quarm                                                                      |                   | 2003 | Artes.                        |
| Patricia D. Quinn                                                                  |                   | 2005 | Liderazgo cívico.             |
| Becky Duval Reese                                                                  |                   | 2005 | Artes.                        |
| Patricia Reyes                                                                     |                   | 2007 | Profesional.                  |
| Cynthia D. Rivera                                                                  |                   | 1999 | Ciencia, cuidado de la salud. |
| Guadalupe Rivera                                                                   |                   | 1991 |                               |
| Belen B. Robles                                                                    |                   |      |                               |
| Carmen E. Rodriguez                                                                |                   | 2009 | Liderazgo cívico.             |
| Peggy Rosson                                                                       |                   |      |                               |
| Mary Lorraine Russell                                                              |                   |      |                               |
| Sandra Rushing                                                                     |                   | 1999 | Deportes y atletismo.         |
| Josefina A. Salas-Porras                                                           |                   | 2003 | Educación.                    |
| Helen Santamaria                                                                   |                   | 2016 | Liderazgo cívico.             |
| Rosa V. Santana                                                                    |                   |      |                               |
| Rita Sarinana                                                                      |                   |      |                               |
| Mary Carmen V. Saucedo                                                             |                   |      |                               |
| Lucy Scarbrough                                                                    |                   |      |                               |
| Ann Goodman Schaechner                                                             |                   |      |                               |
| Kitty Schild                                                                       | (1948-            | 1998 |                               |
| Tania L. Schwartz                                                                  |                   |      |                               |
| Mayola Senior                                                                      |                   |      |                               |
| Gladys R. Shaw                                                                     | (1931-2011)       | 2011 |                               |
| Sue Shook                                                                          |                   | 2003 | Educación.                    |
| Jody Polk Schwartz                                                                 |                   | 2000 | Artes.                        |
| Maxine L. Silva                                                                    | (1915-2013)       |      |                               |
| Gemtria St Clair                                                                   |                   |      |                               |
| Mary B. Stevens                                                                    |                   |      |                               |
| Josie Tinajero                                                                     |                   |      |                               |
| Mary Newell Tippin                                                                 |                   |      |                               |
| Diane Troyer                                                                       |                   |      |                               |
| Sue Cardwell Turner                                                                |                   | 1997 | Voluntariado.                 |
| Cora Viescas                                                                       |                   |      |                               |
| Robbie F. Villalobos                                                               |                   |      |                               |
| Leona Ford Washington                                                              | (1928-2007)       | 1991 |                               |
| Denese Watkins                                                                     |                   | 2006 |                               |
| Eileen Williams                                                                    |                   | 2015 | Militar.                      |
| Janice Woods Windle                                                                | (1938-            |      |                               |
| Jan Wolfe                                                                          |                   |      |                               |
| Mary S. Young                                                                      |                   | 2007 | Educación.                    |

## Galería

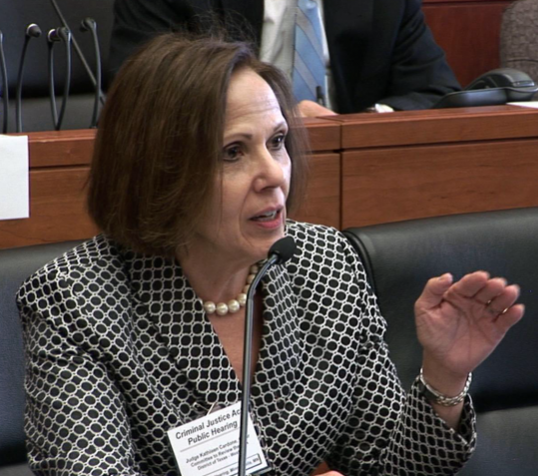
Kathleen Cardone
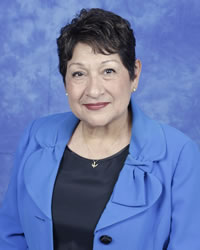
Blanca Enriquez
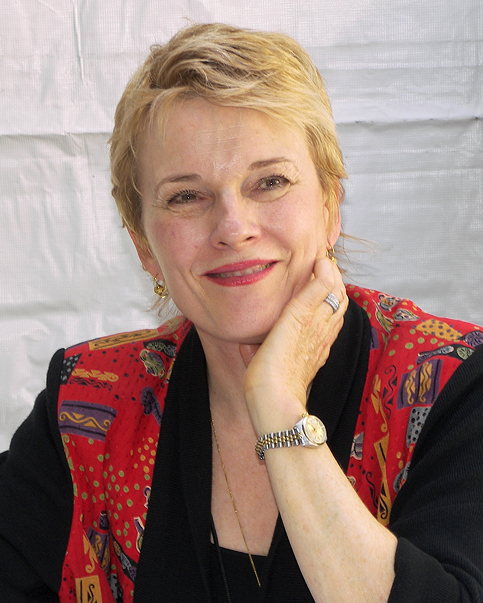
Adair Wakefield Margo